# 平山乡 (梁河县)
平山乡，是中华人民共和国云南省德宏傣族景颇族自治州梁河县下辖的一个乡镇级行政单位。乡镇府所在地为平山村。

## 历史
平山乡当地民族以汉族为主，少数民族有景颇族、佤族、阿昌族、白族等。平山乡位于梁河县城东北大平山顶上，平山村是该地最早的村落，建于清朝道光之前。民国二十一年（1932年），属梁河设治局第一区（河东区）。1950年中华人民共和国接管后，仍属梁河第一区:49。1958年8月，划归腾冲县。1959年实行人民公社化运动，设平山公社，辖平山、天宝、勐蚌、上河东、荆竹林5个大队。1961年，恢复梁河县制，改为平山区:49。1969年再次实行人民公社化运动，更名向阳公社，后撤销“一片红”地名，复名“平山公社”。1984年，撤销人民公社，平山公社改为平山区，下辖平山、天宝、勐蚌、小园子、上河东、核桃林六个乡。1988年2月，梁河县推行区乡体制改革，改平山区为平山乡，下辖六个行政村。

## 地理
平山乡位于梁河县东北部。乡人民政府驻地平山村，海拔为1,620米，距县城34千米，东南、北邻腾冲市腾越镇、新华乡、荷花乡，西接曩宋阿昌族乡、小厂乡。

## 经济
当地曾与土司发生过冲突，后被迫种植罂粟，1955年禁烟后改种粮茶。当地主要农作物有稻谷、小麦、包谷，经济作物有油料、甘蔗、茶叶、杉树等。当地现存古茶树的总分布面积约600亩，主要分布在平山乡勐蚌村委会的三河街村民小组、核桃林村委会的横梁子村民小组，多为栽培种古茶树。

## 行政区划
平山乡下辖平山村、天宝村、勐蚌村、核桃林村、小园子村、上河东村共6個行政村。

## 文化
平山乡当地的景点和古迹有上河东核桃窝三教寺、马鹿塘李氏祖墓、介端张氏祖墓、张良墓等。